# 6383 Tokushima
6383 Tokushima è un asteroide della fascia principale. Scoperto nel 1988, presenta un'orbita caratterizzata da un semiasse maggiore pari a 2,9970512 UA e da un'eccentricità di 0,0614421, inclinata di 11,14578° rispetto all'eclittica.